# Grand orgue Fisk de la cathédrale de Lausanne
Le Grand orgue Fisk de la cathédrale de Lausanne ou les Grandes orgues de la cathédrale de Lausanne est l'orgue principal de la cathédrale de Lausanne. Construit en 2003 par le facteur américain CB Fisk, l'instrument dispose de 7396 tuyaux. De conception novatrice, le Grand orgue est un instrument réputé mondialement.

## Présentation générale
Les Grandes orgues de la Cathédrale de Lausanne sont constituées d'un orgue construit en 2003 par le facteur américain CB Fisk,. Il s'agit de l'opus 120 de l'atelier.
Au total, l'orgue et son buffet pèse environ 40 tonnes.
Par ses caractéristiques techniques et son esthétique et sa capacité à jouer de multiples répertoires, le Grand orgue est réputé internationalement. Par son poids, sa volumétrie et ses caractéristiques musicales, il est considéré comme le plus grand instrument de musique de Suisse (l'orgue du Couvent d'Engelberg comptant toutefois plus de tuyaux).

## Caractéristiques

### Aspects techniques
Les Grandes orgues sont composées d'un instrument principal et d'un fernwerk en complément, ajouté en 2013. L'instrument principal est joué par l'intermédiaire de 5 claviers et d'un pédalier tandis que le fernwerk ne dispose que d'un unique clavier.
Au total, le Grand orgue compte 111 jeux d'orgue répartis sur 7396 tuyaux. Le positif de dos regroupe 1327 tuyaux (23 rangs) pour 16 jeux. Le grand orgue, le clavier le plus riche, compte 20 jeux pour 2088 tuyaux installés sur 37 rangs. Le positif expressif est doté de 18 rangs qui totalisent 1029 tuyaux pour 13 jeux. Le récit expressif regroupe légèrement moins de tuyaux que le positif de dos (1250 sur 21 rangs) mais présente davantage de jeux (18). Les bombardes, composées de 8 jeux (12 rangs pour un total de 565 tuyaux), sont l'élément le plus simple. La pédale compte 25 jeux pour 476 tuyaux sur 13 rangs. Enfin, de par sa fonction d'écho, le fernwerk est également un élément simple des Grandes orgues, comptant 582 tuyaux (11 rangs) qui permettent l'expression de 11 jeux différents,.

### Composition des jeux
La composition des jeux de l'orgue est la suivante :
| Positif de dos - Clavier 1 - Do4 |       |             |
| Quintadehn                       | 16′   | Bois        |
| Prinzipal                        | 8′    | Schnit.Cap. |
| Gedackt                          | 8′    |             |
| Oktave                           | 4′    | Schnit.Cap. |
| Rohrflöte                        | 4′    |             |
| Grosse Tierce                    | 31/5′ |             |
| Nasard                           | 2/3′  |             |
| Doublette                        | 2′    |             |
| Quarte de Nasard                 | 2′    |             |
| Tierce                           | 13/5′ |             |
| Larigot                          | 1/3′  |             |
| Piccolo                          | 1′    |             |
| Plein-jeu V                      | 2/3′  | DomBed.     |
| Scharff IV                       | 1′    | Schnit.     |
| Dulcian                          | 16′   | Schnit.Sta. |
| Cromorne                         | 8′    | Clic.       |

| Grand orgue - Clavier 2 - Do4 |       |          |
| Principal                     | 32′   |          |
| Montre                        | 16′   |          |
| Bourdon                       | 16′   |          |
| Montre                        | 8′    |          |
| Gambe                         | 8′    | Cav.Coll |
| Flûte harmonique              | 8′    | Cav.Coll |
| Prestant                      | 4′    |          |
| Octave                        | 4′    |          |
| Quinte                        | 2/3′  |          |
| Doublette                     | 2′    |          |
| Terz                          | 13/5′ |          |
| Fourniture VII                | 2/3′  |          |
| Cymbale V                     | 2/3′  |          |
| Mixtur VI-IX                  | 2′    |          |
| Bombarde                      | 16′   | Cav.Coll |
| Trompette                     | 8′    | Cav.Coll |
| Clairon                       | 4′    | Cav.Coll |
| Trommet                       | 16′   |          |
| Trommet                       | 8′    |          |

| Positif expressif - Clavier 3 - Do4 |      |       |
| Salicional                          | 8′   | Lad.  |
| Unda maris                          | 8′   |       |
| Flûte harmonique                    | 8′   |       |
| Bourdon                             | 8′   | Schu. |
| Voix éolienne                       | 8′   |       |
| Fugara                              | 4′   | Lad.  |
| Zartflöte                           | 4′   | Lad.  |
| Violine                             | 2′   | Lad.  |
| Sesquialtera II                     | 2/3′ |       |
| Harmonica aetheria V                | 2′   |       |
| Cor anglais                         | 16′  | Fra.  |
| Basson                              | 8′   | Fra.  |
| Clairon                             | 4′   | Fra.  |

| Récit expressif - Clavier 4 - Do4 |       |          |
| Bourdon                           | 16′   |          |
| Diapason                          | 8′    | Cav.Coll |
| Viole de gambe                    | 8′    | Cav.Coll |
| Voix céleste                      | 8′    |          |
| Flûte traversière                 | 8′    | Cav.Coll |
| Bourdon                           | 8′    |          |
| Prestant                          | 4′    | Cav.Coll |
| Flûte octaviante                  | 4′    | Cav.Coll |
| Quinte                            | 2/3′  |          |
| Octavin                           | 2′    | Cav.Coll |
| Tierce                            | 13/5′ |          |
| Plein jeu IV                      | 2′    |          |
| Bombarde                          | 16′   | Cav.Coll |
| Trompette harmonique              | 8′    | Cav.Coll |
| Clairon harmonique                | 4′    | Cav.Coll |
| Basson-Hautbois                   | 8′    | Cav.Coll |
| Clarinette                        | 8′    | Cav.Coll |
| Voix humaine                      | 8′    | Cav.Coll |

| Bombardes - Clavier 5 - Do4 |    |          |
| Montre                      | 8′ |          |
| Flûte creuse                | 8′ | Kuhn     |
| Flûte ouverte               | 4′ |          |
| Grand Cornet V              | 8′ |          |
| Trompette                   | 8′ | Clic.    |
| Clairon                     | 4′ | Clic.    |
| Trompette en chamade        | 8′ | Cav.Coll |
| Clairon en chamade          | 4′ | Cav.Coll |

| Pédale - Sol1      |        |            |
| Principal          | 32′    |            |
| Bourdon            | 32′    | Kuhn       |
| Grosse Quinte      | 211/3′ |            |
| Contrebasse        | 16′    |            |
| Montre             | 16′    |            |
| Principal          | 16′    | Kuhn       |
| Violonbasse        | 16′    |            |
| Bourdon            | 16′    | Kuhn       |
| Basse Quinte       | 102/3′ |            |
| Octave             | 8′     |            |
| Violoncelle        | 8′     |            |
| Flûte              | 8′     |            |
| Bourdon            | 8′     |            |
| Quinte             | 51/3′  |            |
| Octave             | 4′     |            |
| Flûte              | 4′     |            |
| Mixture IV         | 2/3′   |            |
| Contre-Bombarde    | 32′    |            |
| Bombarde classique | 16′    | Clic.Poit. |
| Bombarde           | 16′    |            |
| Trompette          | 8′     |            |
| Clairon            | 4′     |            |
| Posaune            | 16′    |            |
| Trommet            | 16′    |            |
| Trommet            | 8′     |            |

| Fernwerk             |     |
| Bourdon              | 16′ |
| Principal            | 8′  |
| Bourdon              | 8′  |
| Flûte                | 8′  |
| Flûte d′amour        | 8′  |
| Salicional           | 8′  |
| Voix céleste         | 8′  |
| Prestant             | 4′  |
| Flûte traversière    | 4′  |
| Trompette harmonique | 8′  |
| Voix humaine         | 8′  |

### Technologies numériques
Le Grand orgue Fisk regroupe un ensemble de technologiques numériques qui permettent de soutenir le jeu des organistes. Une interface MIDI a notamment été intégrée à l'instrument. Elle offre ainsi la possibilité de jouer de l'instrument depuis une console distante (cas de la console mobile). Sur le plan musical, l'interface permet d'enregistrer et de rejouer des parties ainsi que de jouer des parties pré-enregistrées. Ces possibilités permettent d'augmenter la richesse et la complexité des créations musicales jouées sur l'instrument, notamment pour les improvisations.

## Architecture et esthétique

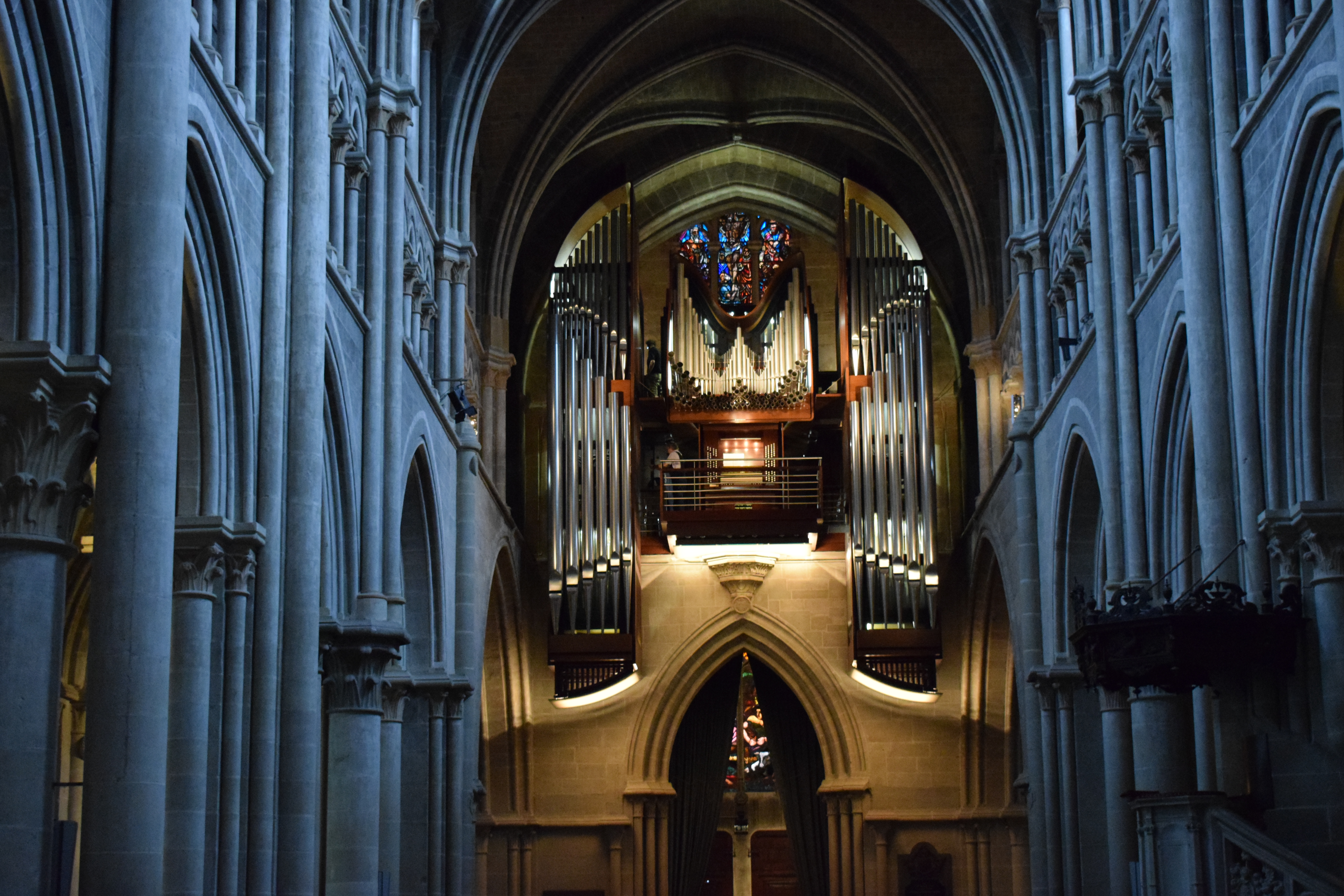
Vue sur le Grand orgue Fisk et une partie de la nef (2017, photographie au sol depuis la nef). Seuls les éclairages à la base de l'orgue sont allumés.

Contrairement à de nombreux orgues modernes qui adoptent un style esthétique en correspondance avec le style technique et musical de l'instrument, la polyvalence stylistique qui a dirigé la conception du Grand orgue Fisk empêche une approche esthétique simple pour l'instrument lausannois. Toutefois, cette notion de relation entre l'orgue et son époque est respectée pour le Grand orgue de la Cathédrale : instrument de conception technique et musicale moderne et novatrice, l'approche esthétique s'inscrit également dans cette ouverture. Ainsi, les Grandes orgues de la Cathédrale ont été dessinées par le designer automobile italien Giorgetto Giugiaro,,.
Le designer s'est inspiré de la figure de l'ange pour concevoir le buffet de l'instrument. Celui-ci est composé de trois parties : une partie centrale encadrée par deux tours symétriques, composition visuelle évoquant un ange aux ailes déployées. La partie centrale s'articule autour de la console de tribune, surmontée de chamades horizontales et de la tuyauterie verticale des claviers du récitatif expressif et de bombarde. Les parties latérales, toute en longueur, contiennent notamment la tuyauterie des deux claviers positifs.
Le buffet est en bois d'acajou.
Des panneaux lumineux en verre à la base des trois parties permettent un éclairage diffus sur l'instrument, différent de l'éclairage directe de la nef de la cathédrale.

Photographies des Grandes orgues Fisk et détails sur certains éléments.
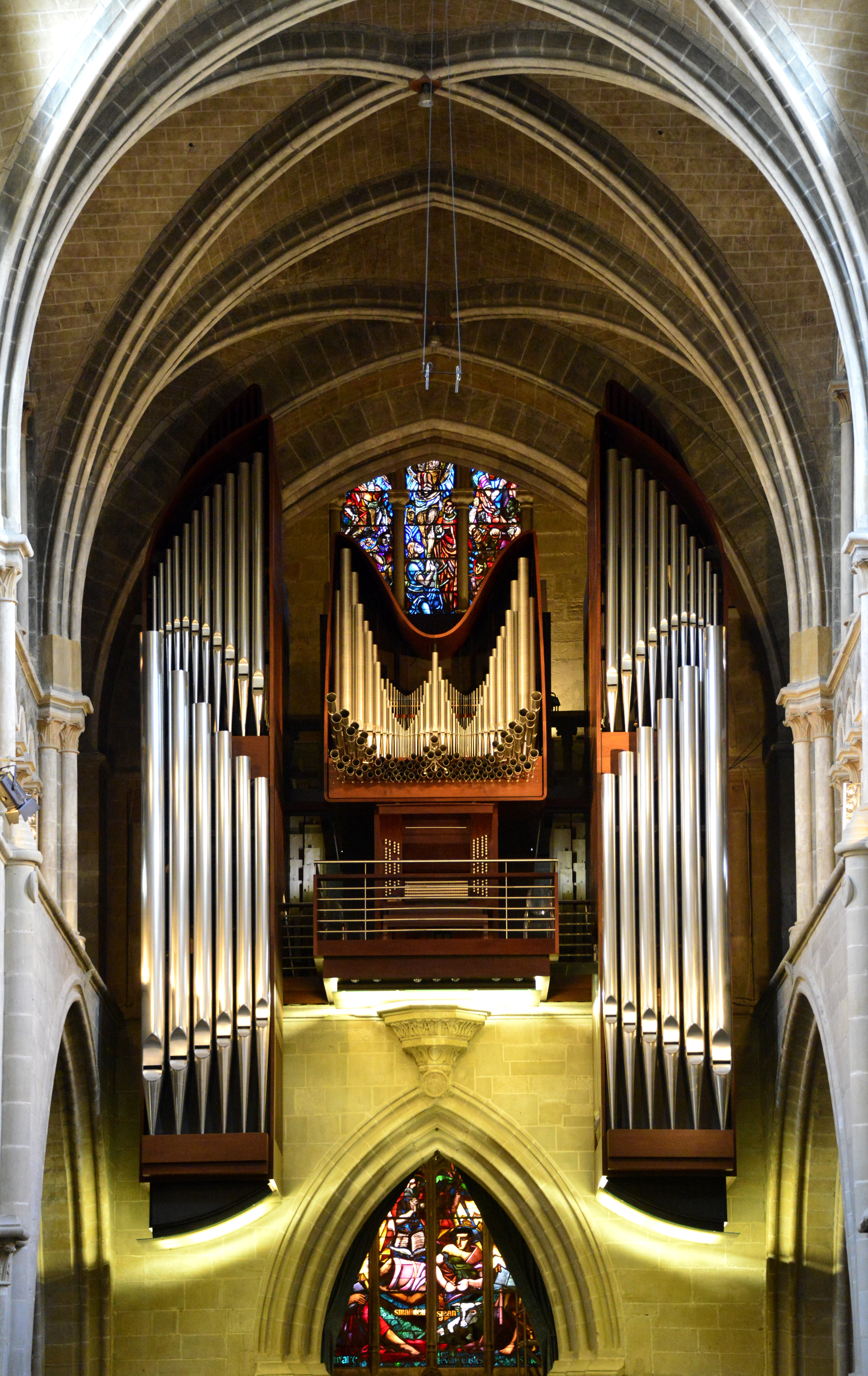
Photographie du Grand orgue Fisk dessiné par Giorgetto Giugiaro (2012). Les éclairages à la base de l'orgue sont allumés. On distingue au centre la console de tribune et le garde-fou. Au dessus de cet élément se trouvent les chamades (horizontales) puis la tuyauterie visible du récitatif expressif et des bombardes (verticale). Des deux côtés et en symétrique, se trouvent les tours contenant les tuyauteries visibles des deux positifs.
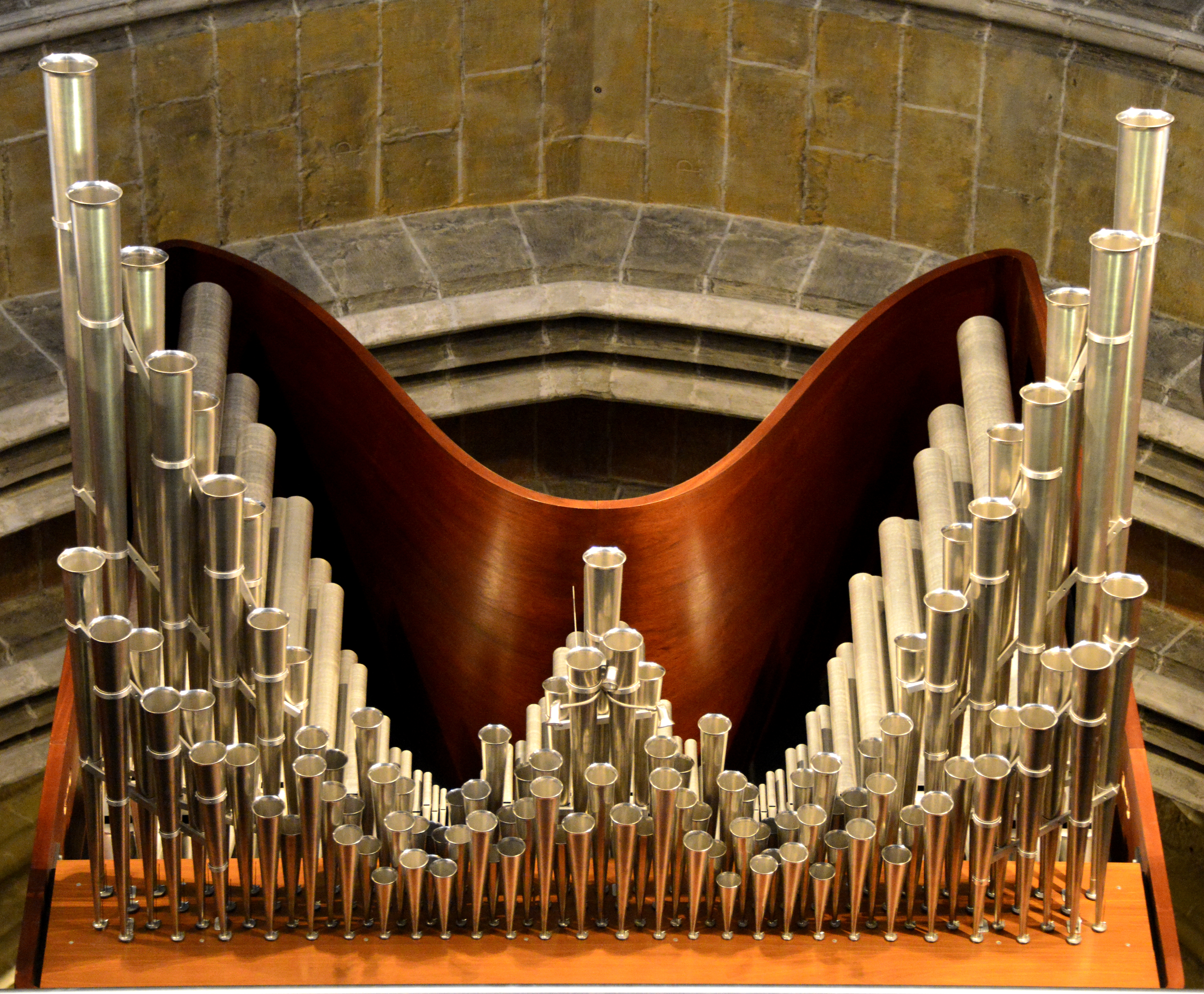
Vue sur les chamades, une partie de la tuyauterie du récitatif expressif et des bombardes en arrière plan et le dessus du buffet (2012, depuis la position de l'organiste en console de tribune).
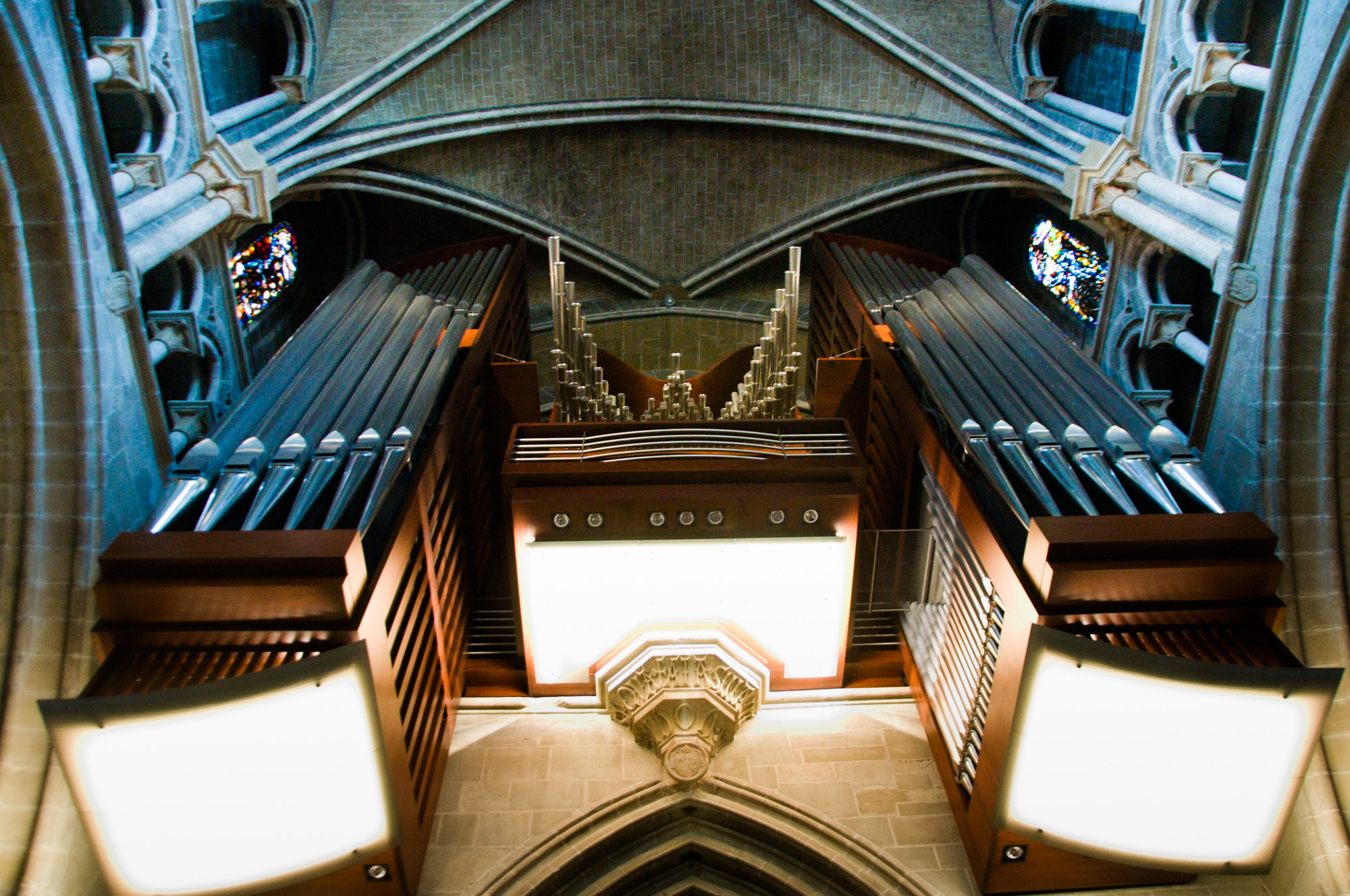
Vue du dessous de l'orgue (2015, au niveau de la nef en direction du portail Montfalcon). On distingue les 3 blocs d'éclairage à la base du buffet en 3 éléments.
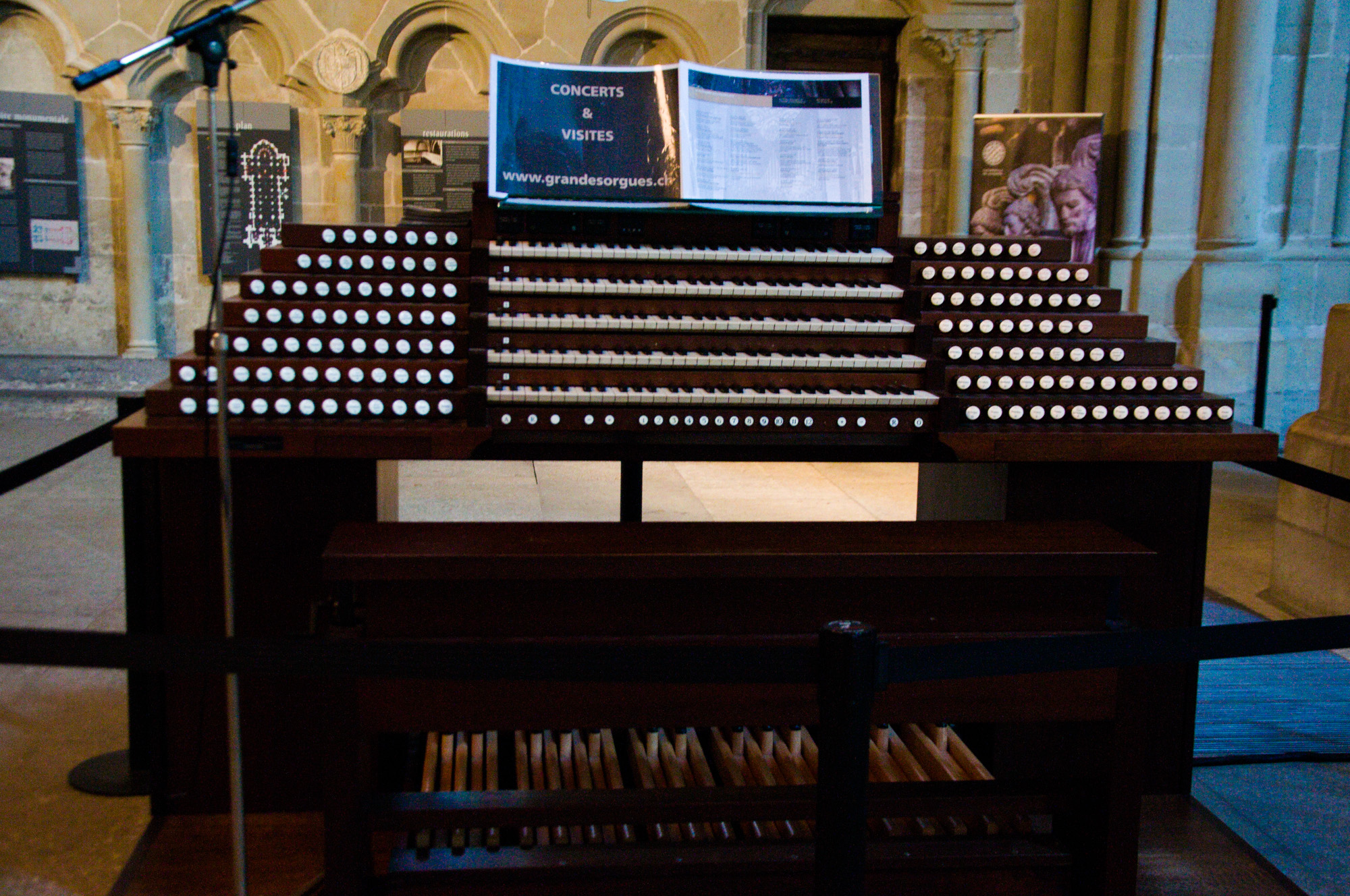
Photographie de la console mobile (2015). On distingue les 5 claviers au centre, encadrés des deux côtés par les tirants des jeux de l'orgue. Sous les claviers on observe le pédalier et au-dessus le pupitre pour les partitions.

## Histoire

### Fabrication
Les éléments du buffet des Grandes orgues ont été fabriqués au Canada à partir des plans de Giorgetto Giugiaro.

## Musique

### Organistes
Jean-Christophe Geiser est l'organiste titulaire du Grand orgue Fisk,.